# Girls of Sthlm
Girls of Sthlm är en svensk realityserie som hade premiär på streamingtjänsten Prime Video den 4 april 2025. Serien är en svensk version som är baserad på den norska förlagan Girls of Oslo.

## Handling
Serien kretsar kring de fyra influerarna Lovisa Worge, Alice Stenlöf, Hanna Friberg och Klara Elvgren. Serien följer tjejerna under med- och motgångar medan de försöker navigera i en värld fylld av mode, skönhet och sociala medier.